# SM-3
RIM-161 Standard Missile 3 (SM-3) са семейство американски зенитни управляеми ракети (ЗУР), част от семейството ЗУР „Стандарт“. Намира се на въоръжение във ВМС на САЩ, поставя се на крайцери, разрушители или на наземни установки. Кинетичната бойна част има собствен двигател. Насочването е автоматично с помощта на матрична инфрачервена глава за самонасочване, имаща висока разделителна способност.
Ракетата е развитие на SM-2. Предназначена е за унищожаване на различни цели (в т.ч. балистични ракети и бойни глави) на задатмосферни височини.

## История
Всичко в четирите изпитателни пуска на SM-3, проведени в периода 2001 – 2002 г., е постигнато успешно прихващане на имитатор на боен блок на балистична ракета в космоса на височини 240 – 250 км. На 11 декември 2003 г. от крайцера „Лейк Ери“ (USS Lake Erie (CG-70)) е свалена цел на височина 133 морски мили (247 км) при обща скорост на сближение 36,667 км/ч (над 10 км/с), цялата операция от засичането до прехващането отнема 4 минути. Данните за целта ракетата може да получава от бойната информационно-управляваща система „Аеджис“.
Разгръщането на ракетите SM-3 с морско и наземно базиране в северна и южна Европа се планира да завърши към 2020 г., което, по мнението на много руски специалисти-ракетчици, може да постави под въпрос устойчивостта на стратегическите ядрени сили на европейската територия на Русия. Въпросът за възможностите на ракетите SM-3 така и стои открит. Това може да провокира силна надпревара във въоръженията в Европа.
Стойността на ракета се колебае в диапазона $12 – 24 млн. щатски долара.
Всичко са произведени над 135 ракети, по състояние към 2012 г.
САЩ, на 16 ноември 2020 г., продемонстрират способността да унищожат межконтинентална балистична ракета с помощта на прихващача Standard Missile-3 Block IIA.
Според данни на Агенцията за противоракетна отбрана, межконтиненталната балистична ракета – мишена е изстреляна от изпитателния полигон на атола Куаджалин от Маршаловите острови по цел недалеч от Хаваи. Имитирайки сценария „защита на Хаваите“, разрушителят на ВМС „Джон Фин“ (USS John Finn (DDG-113)), носещ системата за ПРО Aegis, успешно унищожава ракетата с помощта на прехващача SM-3 IIA.

## Конструкция
Ракетата има тристепенна тандемна компоновка. Стартов твърдогоривен двигател Mk. 72 на компанията Aerojet (дължина 1,7 м, маса 700 кг, в т.ч. 457 кг гориво, 4 сопла), маршев двурежимен ракетен двигател (Dual-thrust), твърдогоривен Mk. 104 (дължина 2,9 м, диаметър 0,35 м, маса 500 кг, от тях 377 кг гориво), третата степен също е твърдогоривната Mk. 136 на компанията ATK (време за работа на двигателя 30 секунди), която извежда кинетичния прехващач зад пределите на атмосферата.
Кинетичния прехващач има собствени двигатели за корекция на полета и матрична охлаждаема инфрачервена ГСН. Цели могат да се засичат на далечини до 300 км, а корекцията на траекторията може да съставлява до 3 – 5 км.

## Схема на използване
Ракетата се базира на бойни кораби със системата „Аеджис“ (AEGIS) в стандартния универсален силоз на вертикалната пускова установка Mk-41. Търсенето и съпровождението на целите в горните слоеве на атмосферата и в космическото пространство се осигурява от корабен радар AN/SPY-1.
Засичайки целта, радарът AN/SPY-1 непрекъснато я следи, предавайки данните на бойната информационна система AEGIS, която изработва огнево решение и дава команда за пуск на ракетата. Противоракетата се изстрелва от килийката с помощта на твърдогоривния стартов ускорител Aerojet Mk. 72. Веднага след излитането ракета установява двустранен канал за цифрова връзка с кораба-носител и непрекъснато получава от него поправки за курса. Текущото положение на противоракетата се установява с висока точност с помощта на системата GPS.
След края на работата на ускорителя той се отделя и в действие влиза двурежимния твърдогоривен двигател на втората степен Aerojet Mk. 104. Двигателят осигурява подема на ракетата през плътните слоеве на атмосферата и извеждането и на границата на екзосферата. В течение на подема ракетата непрекъснато поддържа връзка с кораба-носител, който следи преместването на целта и предава поправки за траекторията на полета към ракетата.
След отделянето на втората степен се пуска двигателя на третата степен. Твърдогоривният ATK Mk. 136 работи на къси импулси, позволявайки точно да се разчетв и да се регулира придаваната на противоракетата скорост. Двигателя извежда ракетата на насрещна траектория и осигурява набирането на достатъчно скорост за поразяване на целта.
На финалната фаза от полета третата степен се отделя и екзоатмосферният малогабаритен прехващач (на английски: Lightweight Exo-Atmospheric Projectile) започва самостоятелно търсене на целта с помощта на данните от кораба-носител и собствената му инфрачервена глава за самонасочване. Системата за космическо маневриране, разработена от „Aerojet“, осъществява точното насочване на прехващача по насрещен курс. При стълкновението енергията на удара съставлява 130 мегаджаула, което е еквивалентно на детонацията на 31 килограма тротил, и е повече от достатъчно за унищожаването на всяка една балистична цел.

## Модификации
- RIM-161A (SM-3 Block I) – базова версия на ракетата, използана за отработка на концепцията.
- RIM-161B (SM-3 Block IA) със системата Aegis BMD 3.6.1. – серийна ракета с намалена стойност, снабдена с модифицирана, според резултатите от изпитанията, апаратура за управление.
- RIM-161C (SM-3 Block IB) със системата Aegis BMD 4.0.1 – модифицирана версия на ракетата с двудиапазонна инфрачервена ГСН, с повишени възможности за разпределение на целите, и модифицирован двигател на третата степен, което позволява на ракетата по-ефективно да поразява маневриращи цели. Първото ѝ изпитание се състои през май 2012 г. Според предположенията, подобни ракети могат да бъдат избрани за наземно разполагане в Румъния.
- RIM-161D (SM-3 Block II) – разработваща се подобрена версия на противоракетата. Дефакто представлява напълно нова ракета, с диаметър 530 милиметра. Ракетата, според предположенията, трябва да има по-голям радиус на действие и по-висока скорост.
- Абревиатура няма (SM-3 Block IIA) – версия на противоракетата с нов кинетичен прехващач с увеличени размери и нова сензорна апаратура, с високи възможности по дискриминация на лъжливите цели. Разработена е с цел подсигуряването на възможностите на флота за прехващане на межконтинентални балистични ракети. Предполага се приемането ѝ на въоръжение през 2015 г.

Според съобщения в пресата (2016), в разработка се намират модифицирани ракети от класа на SM-3: SM-3 Block IIA и SM-3 Block IIB. Информация за характеристиките на ракетите в няма в открит достъп, но е известно, че една от поставените пред разработчиците задачи е по-увереното поражение на МБР.

## Изпитания
През февруари 2013 г., е проведено успешно прехващане на балистична цел – имитатор на БРСД – с помощта на спътниково целеуказание. Запускът на имитатора е засечен от спътника SSST-D, който предава данните на крайцера „Lake Erie“; радарът на самия крайцер не е използван. На основание данните от спътника, СУО Aegis изчислява траекторията на целта и произвежда успешното ѝ прехващане с ракета SM-3.
През май 2013 започват изпитанията на модифицираната версия на ракетата, SM-3 Block IB. Ракетата успешно изпълнива прехващане на имитатор на БРМД с отделяща се главна част.
На 4 октомври 2013 ракета SM-3 Block IB осъществява успешно прехващане на имитатор на БРСД. При това анализът на данните след изпитанията показва грешка в насочването, която, обаче, е успешно компенсирана от системите за самонасочване на ракетата.
На 6 юни 2015 г. е осъществен успешен изпитателен пуск на новата версия на ракетата SM-3 BLock IIA, с увеличен диаметър. Ракетата успешно изпълнява запуска, разделянето на степените, излизането на траектория и маневриране на орбита. Тъй като цел на пуск е получаване на подробна телеметрия от борда на ракетата, няма учебни цели и опити за прехващане не са провеждане.
Изпитанията на системата (Aegis Ashore Missile Defense Test Complex, AAMDTC), които се провеждат през юни 2017 г., завършват неуспешно. Следващото изпитание, през януари 2018 г. (ракета SM-3 Block IIA), също претърпява неуспех.
На 16 ноември 2020 г., според резултатите от проведени учения, американските военни успяват да свалят макет на МБР извън пределите на атмосферата на Земята с ракетата SM-3 Block IIA.

### Унищожаване на спътник
На 21 февруари 2008 г. ракета SM-3 изстреляна от крайцера „Lake Erie“ в Тихия океан три минути след старта поразява намиращият се на височина 247 километра аварирал разузнавателен спътник USA-193, движещ се със скорост 7580 м/с (27 300 км/ч).

## Разполагане в Европа
Съгласно плановете на САЩ за създаване на система за противоракетна отбрана в Европа (ЕвроПРО), противоракети SM-3 Block IIA е планирано да се разположат в Европа през 2015 г., а SM-3 Block IIB – след 2020 г. Плановете за разполагането на ПРО в Европа предизвикват протести от страна на Русия, тъй като, според мнението на руски военни специалисти, тези ракети, разгърнати в бази в Източна Европа, или на кораби, могат успешно да прехващат руските балистични ракети.
МВнР на Русия заявява, че Москва обръща внимание на информацията на Агенцията за противоракетна отбрана към военното ведомство на САЩ за провеждането, на 17 ноември, в Тихия океан на изпитания, предвиждащи пуск от морска платформа на ракета-прехващач „Стандарт-3“ модификация 2А по цел, имитираща междуконтинентална балистична ракета (МБР). Това се тълкува като ново подтвърждение за опасния и дестабилизиращ характер на линията на Вашингтон по въпросите за ПРО и нейната очевидна антируска насоченост.

## На въоръжение
- САЩ към 2012 г. са доставени 129 ракети, използват се 104 (основно във вариантитех Block I/IA); до 2020 г. се планира да се доставят 678 ракети, броят на разрушителите, способни да носят SM-3, при това нараства от 24 през 2011 г. до 32 единици.[7]
  - През 2014 г. започват доставките на ракетите SM-3 Block IB.
- Япония
  - През декември 2007 Япония провежда успешни изпитания от разрушителят УРО Kongō за унищожаване на балистични ракети. Това е първия път когато японски съд е използван за запуск на противоракета в рамките на изпитанията на американската система за отбрана от балистични ракети Аеджис („Aegis BMD“), до това японските ВМС осигуряват само свръзка и следене на целите.
  - През ноември 2008 съвместните американо-японски изпитания с участието на разрушителя УРО Chōkai завършват неуспешно.
  - След това, през октомври 2009, преминават успешни изпитания с участието на разрушителя УРО Myōkō.
  - През октомври 2010 се провеждат изпитания с участието на разрушителя УРО Kirishima, в хода на които от екипажът на разрушителя е успешно проведено откриването на целите, насочването и тяхното унищожаване.
  - Японското министерство на отбраната също планира разполагането на ракетите SM-3 на сушата.[22] На 9 януари 2018 г. Пентагонът уведомява Конгреса на САЩ за намерението си да сключи с Япония договор за доставка на четири зенитни управляеми ракети SM-3. Сумата на сделката ще състави 133,3 милиона долара.[23] На 12 февруари 2018 г. директора по операции на агенцията за противоракетна отбрана Хари Пенет съобщава, че независимо от неуспешните изпитания на американските противоракети SM-3 Block IIA, правителството на Япония не се отказва от тяхното закупуване.
- Румъния от 2015 г. 3 батареи по 8 ракети SM-3 Block IB /всичко: 24 броя/ във военната база Deveselu (жудец Олт).

## Коментари
1. ↑  Буквите показват принадлежността към определен класː ВВ – линкор, СС, CL, СА – съответно линеен, лек или тежък крайцер, CV – самолетоносач, DD – разрушител, SS – подводница и т.н.